# Contréglise
Contréglise est une commune française située dans le département de la Haute-Saône, la région culturelle et historique de Franche-Comté et la région administrative Bourgogne-Franche-Comté.

## Géographie
Contréglise est un petit village situé à l'est de la France ; sa latitude est de 47.827 degrés nord, sa longitude de 6.037 degrés est. Les villes et villages proches de Contréglise sont : Senoncourt (70) à 1,95 km, Buffignécourt (70) à 1,98 km, Amance (70) à 3,01 km, Venisey (70) à 3,24 km, Montureux-lès-Baulay (70) à 4,11 km.

### Climat
Pour des articles plus généraux, voir Climat de la Bourgogne-Franche-Comté et Climat de la Haute-Saône.
En 2010, le climat de la commune est de type climat des marges montargnardes, selon une étude du Centre national de la recherche scientifique s'appuyant sur une série de données couvrant la période 1971-2000. En 2020, Météo-France publie une typologie des climats de la France métropolitaine dans laquelle la commune est dans une zone de transition entre le climat océanique altéré et le climat océanique altéré et est dans la région climatique  Lorraine, plateau de Langres, Morvan, caractérisée par un hiver rude (1,5 °C), des vents modérés et des brouillards fréquents en automne et hiver. 
Pour la période 1971-2000, la température annuelle moyenne est de 10,1 °C, avec une amplitude thermique annuelle de 17,3 °C. Le cumul annuel moyen de précipitations est de 946 mm, avec 13 jours de précipitations en janvier et 9,5 jours en juillet. Pour la période 1991-2020, la température moyenne annuelle observée sur la station météorologique de Météo-France la plus proche, « Venisey », sur la commune de Venisey à 3 km à vol d'oiseau, est de 11,0 °C et le cumul annuel moyen de précipitations est de 850,7 mm. 
La température maximale relevée sur cette station est de 39,7 °C, atteinte le 25 juillet 2019 ; la température minimale est de −17,4 °C, atteinte le 30 décembre 2005,,. 
Les paramètres climatiques de la commune ont été estimés pour le milieu du siècle (2041-2070) selon différents scénarios d'émission de gaz à effet de serre à partir des nouvelles projections climatiques de référence DRIAS-2020. Ils sont consultables sur un site dédié publié par Météo-France en novembre 2022.

## Urbanisme

### Typologie
Au 1er janvier 2024, Contréglise est catégorisée commune rurale à habitat dispersé, selon la nouvelle grille communale de densité à sept niveaux définie par l'Insee en 2022.
Elle est située hors unité urbaine. Par ailleurs la commune fait partie de l'aire d'attraction de Vesoul, dont elle est une commune de la couronne,. Cette aire, qui regroupe 158 communes, est catégorisée dans les aires de 50 000 à moins de 200 000 habitants,.

### Occupation des sols
L'occupation des sols de la commune, telle qu'elle ressort de la base de données européenne d’occupation biophysique des sols Corine Land Cover (CLC), est marquée par l'importance des territoires agricoles (50,7 % en 2018), une proportion sensiblement équivalente à celle de 1990 (50,2 %). La répartition détaillée en 2018 est la suivante : 
forêts (49,3 %), prairies (38,5 %), terres arables (12,2 %). L'évolution de l’occupation des sols de la commune et de ses infrastructures peut être observée sur les différentes représentations cartographiques du territoire : la carte de Cassini (XVIIIe siècle), la carte d'état-major (1820-1866) et les cartes ou photos aériennes de l'IGN pour la période actuelle (1950 à aujourd'hui).

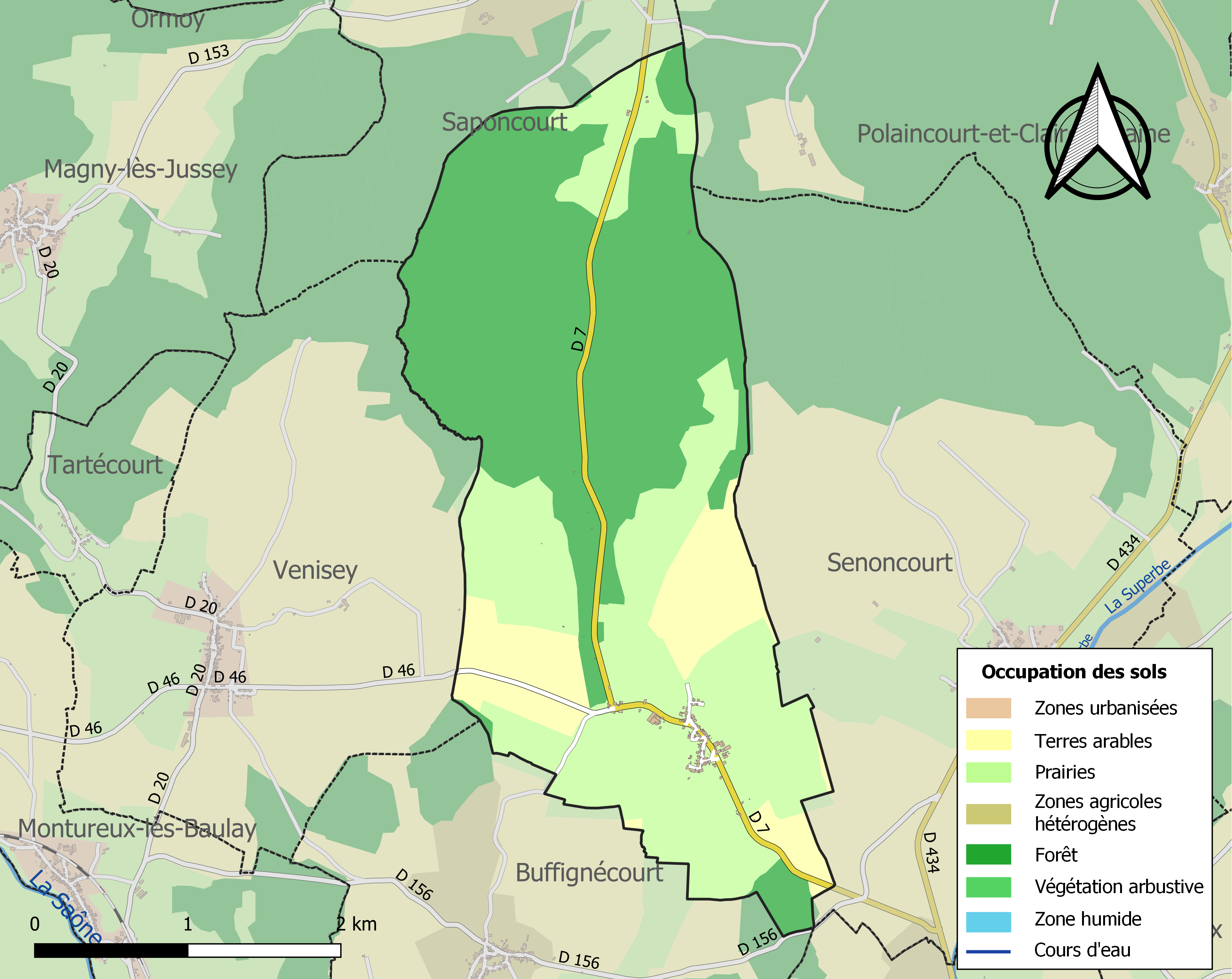
Carte des infrastructures et de l'occupation des sols de la commune en 2018 (CLC).

### Habitat et logement
En 2019, le nombre total de logements dans la commune était de 73, alors qu'il était de 67 en 2014 et de 63 en 2009.
Parmi ces logements, 69,3 % étaient des résidences principales, 12,5 % des résidences secondaires et 18,1 % des logements vacants. Ces logements étaient pour 85,8 % d'entre eux des maisons individuelles et pour 14,2 % des appartements.
Le tableau ci-dessous présente la typologie des logements à Contréglise en 2019 en comparaison avec celle de la Haute-Saône et de la France entière. Une caractéristique marquante du parc de logements est ainsi une proportion de résidences secondaires et logements occasionnels (12,5 %) supérieure à celle du département (6,2 %) et à celle de la France entière (9,7 %). Concernant le statut d'occupation de ces logements, 72,9 % des habitants de la commune sont propriétaires de leur logement (64,2 % en 2014), contre 68,7 % pour la Haute-Saône et 57,5 pour la France entière.
| Typologie                                               | Contréglise | Haute-Saône | France entière |
| ------------------------------------------------------- | ----------- | ----------- | -------------- |
| Résidences principales (en %)                           | 69,3        | 82,9        | 82,1           |
| Résidences secondaires et logements occasionnels (en %) | 12,5        | 6,2         | 9,7            |
| Logements vacants (en %)                                | 18,1        | 10,9        | 8,2            |

## Toponymie
Attestée sous la forme Conteriglisia en 1196.

## Histoire
L'origine est très ancienne, puisqu'il existe un cimetière mérovingien près de l'église et le nom est attesté depuis 1154. Le nom de la commune semble venir de l'église de Gundhari (nom d'un prêtre ou seigneur en 1196 « Contereglisia »).
Le 23 avril 1789, la commune connut la Révolution avant la lettre : le château, qui est en fait une grande bâtisse, fut attaqué par des habitants du village. L'église comporte une partie datant du XIIe.

## Politique et administration

### Rattachements administratifs et électoraux
Contréglise fait partie de l'arrondissement de Vesoul du département de la Haute-Saône, en région Bourgogne-Franche-Comté. Pour l'élection des députés, elle dépend de la première circonscription de la Haute-Saône.
La commune faisait partie depuis 1793 du canton d'Amance. Dans le cadre du redécoupage cantonal de 2014 en France, la commune fait désormais partie du canton de Port-sur-Saône.

### Intercommunalité
La commune était membre de la Communauté de communes Agir ensemble, créée en 1994.
L'article 35 de la loi n° 2010-1563 du 16 décembre 2010 « de réforme des collectivités territoriales » prévoyant d'achever et de rationaliser le dispositif intercommunal en France, et notamment d'intégrer la quasi-totalité des communes françaises dans des EPCI à fiscalité propre, dont la population soit normalement supérieure à 5 000 habitants, les communautés de communes : 
- Agir ensemble ;  
- de la Saône jolie ; 
- des six villages ; 
et les communes isolées de Bourguignon-lès-Conflans, Breurey-lès-Faverney et Vilory ont été regroupées pour former le 1er janvier 2014 la communauté de communes Terres de Saône, dont est désormais membre la commune.

### Liste des maires

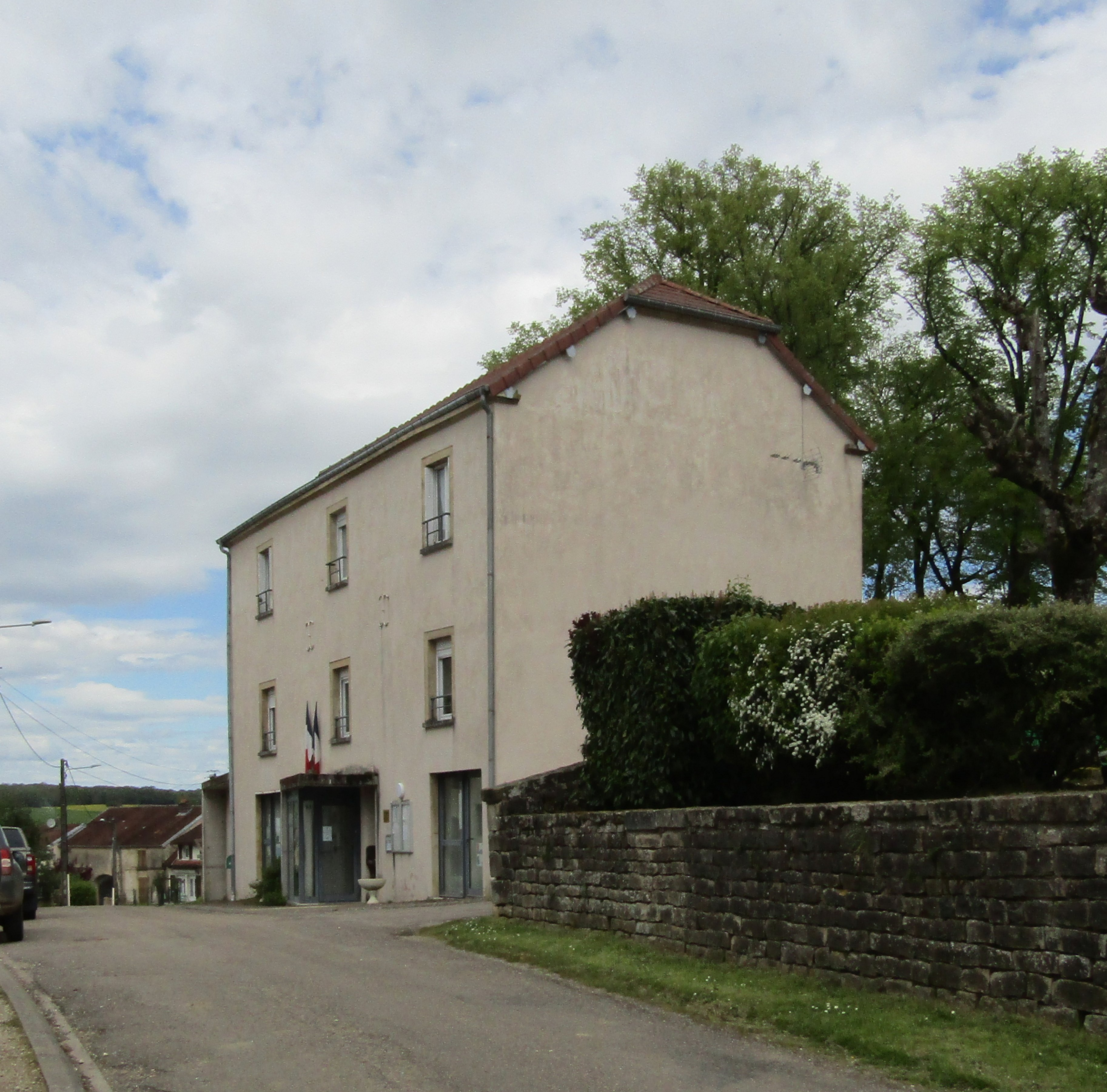
La mairie.

| Période                                  | Période                       | Identité         | Étiquette | Qualité                          |
| ---------------------------------------- | ----------------------------- | ---------------- | --------- | -------------------------------- |
| Les données manquantes sont à compléter. |                               |                  |           |                                  |
| mars 2001                                | 2008                          | Gilbert Maiche   |           |                                  |
| mars 2008                                | mars 2014                     | Gilles Maradan   |           |                                  |
| mars 2014                                | mars 2021                     | M. Claude Lalloz |           | Retraité du BTP Mort en fonction |
| 2021                                     | En cours (au 2 décembre 2021) | David Chevallier |           |                                  |

## Démographie
L'évolution du nombre d'habitants est connue à travers les recensements de la population effectués dans la commune depuis 1793. Pour les communes de moins de 10 000 habitants, une enquête de recensement portant sur toute la population est réalisée tous les cinq ans, les populations de référence des années intermédiaires étant quant à elles estimées par interpolation ou extrapolation. Pour la commune, le premier recensement exhaustif entrant dans le cadre du nouveau dispositif a été réalisé en 2006.

En 2022, la commune comptait 113 habitants, en évolution de −2,59 % par rapport à 2016 (Haute-Saône : −1,4 %, France hors Mayotte : +2,11 %).
| 1793 | 1800 | 1806 | 1821 | 1831 | 1836 | 1841 | 1846 | 1851 |
| ---- | ---- | ---- | ---- | ---- | ---- | ---- | ---- | ---- |
| 357  | 409  | 404  | 432  | 491  | 417  | 430  | 449  | 450  |

| 1856 | 1861 | 1866 | 1872 | 1876 | 1881 | 1886 | 1891 | 1896 |
| ---- | ---- | ---- | ---- | ---- | ---- | ---- | ---- | ---- |
| 412  | 414  | 423  | 377  | 386  | 377  | 344  | 333  | 275  |

| 1901 | 1906 | 1911 | 1921 | 1926 | 1931 | 1936 | 1946 | 1954 |
| ---- | ---- | ---- | ---- | ---- | ---- | ---- | ---- | ---- |
| 269  | 250  | 238  | 216  | 210  | 176  | 174  | 183  | 157  |

| 1962 | 1968 | 1975 | 1982 | 1990 | 1999 | 2006 | 2011 | 2016 |
| ---- | ---- | ---- | ---- | ---- | ---- | ---- | ---- | ---- |
| 150  | 118  | 105  | 110  | 121  | 124  | 101  | 120  | 116  |

| 2021 | 2022 | - | - | - | - | - | - | - |
| ---- | ---- | - | - | - | - | - | - | - |
| 116  | 113  | - | - | - | - | - | - | - |

## Culture locale et patrimoine

### Lieux et monuments

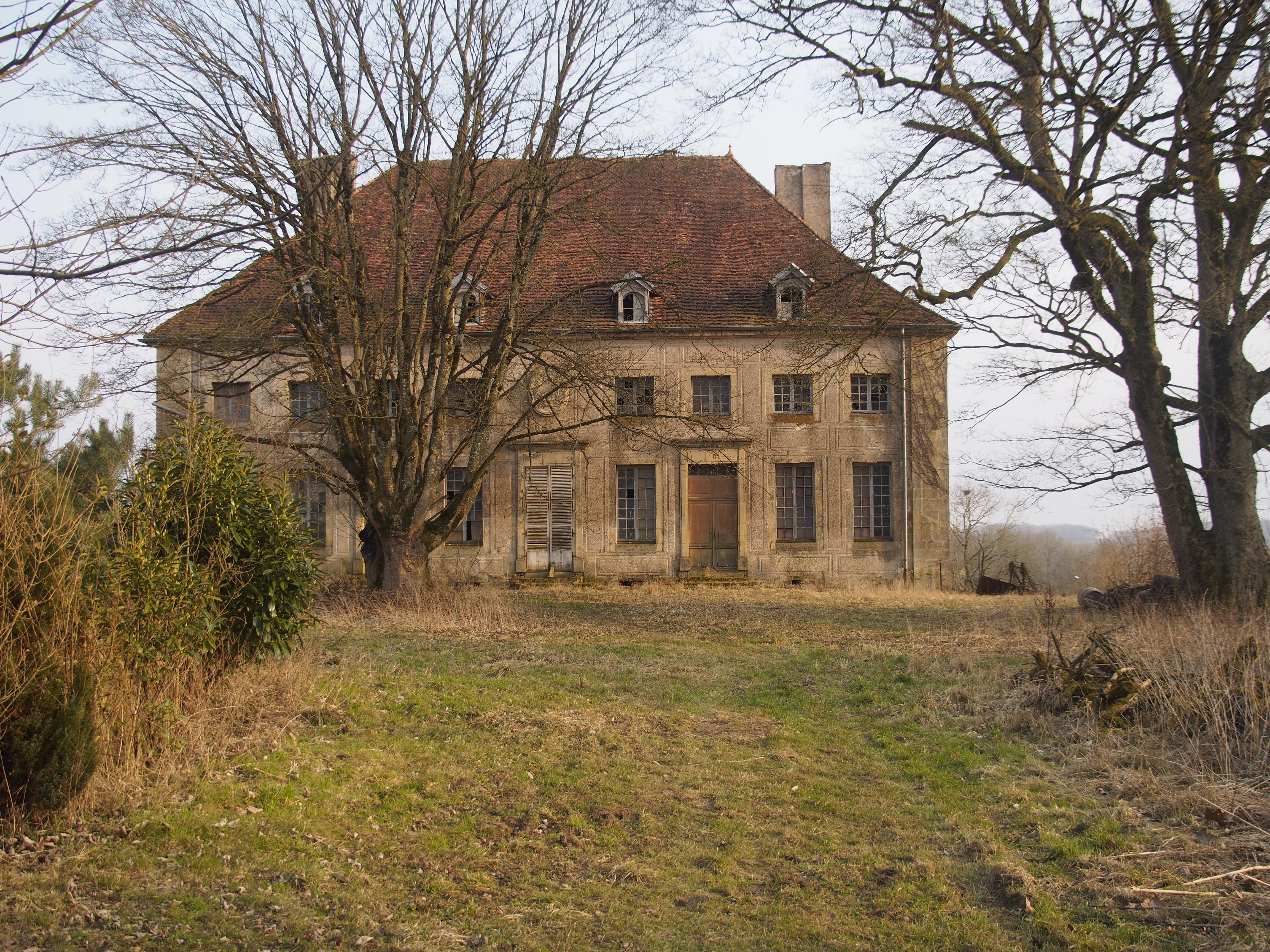
Le château de Contréglise.

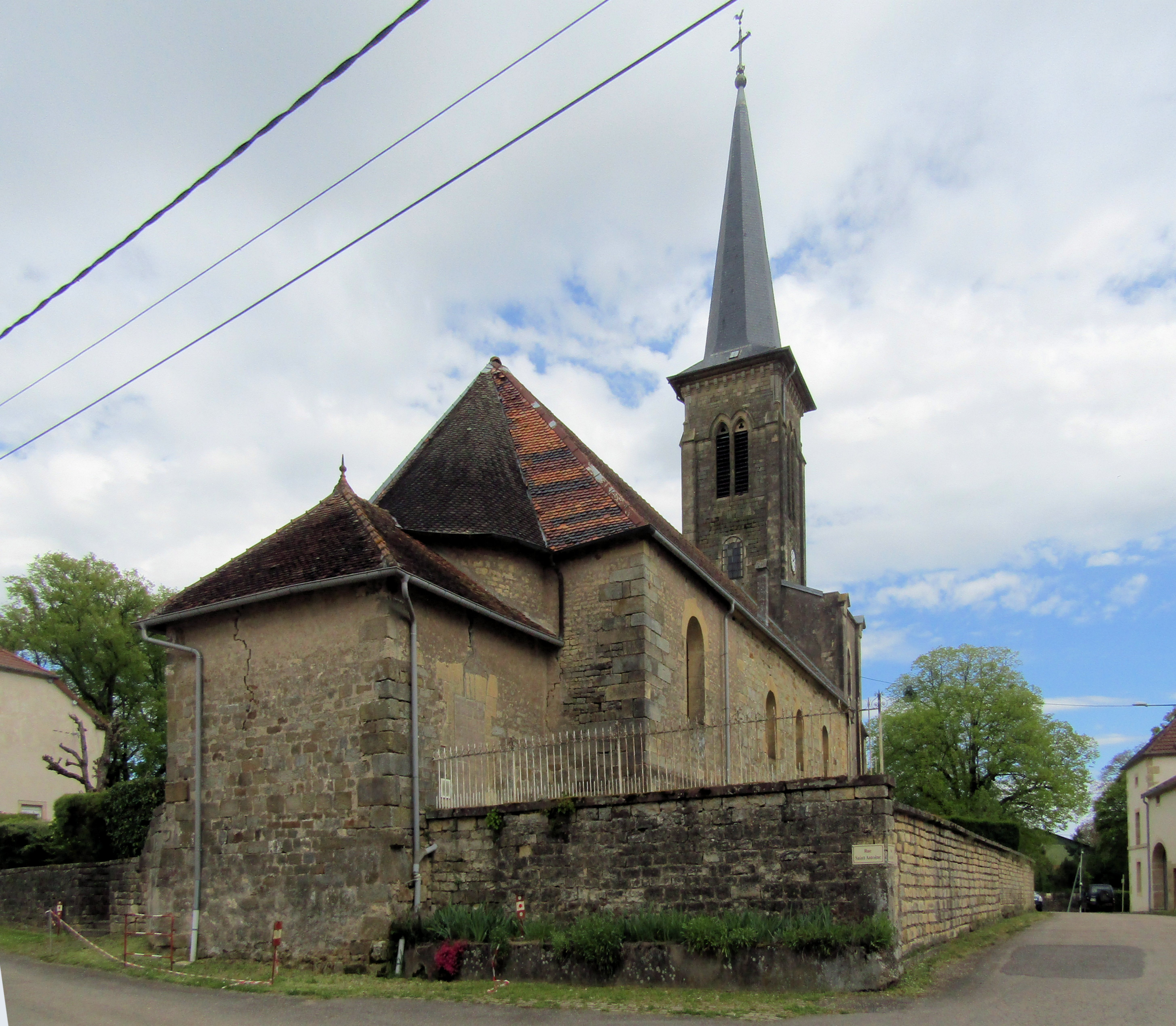
L'église Saint-Nicolas

- Château de Contréglise.

### Héraldique
| Blason de Contréglise | Blason  | De gueules à l'église du lieu d'argent ; à la bordure du même. |
| Blason de Contréglise | Détails | Le statut officiel du blason reste à déterminer.               |